# Région de Wurtemberg-de-l'Est

Localisation de la région de Wurtemberg-de-l'Est en Allemagne

La région de Wurtemberg-de-l'Est (Region Ostwürttemberg en allemand) est une région de l'est du Bade-Wurtemberg en Allemagne, dans le district de Stuttgart (Regierungsbezirk).
Il se subdivise en arrondissements de Heidenheim et Ostalb. Il jouxte la région de Stuttgart à l'ouest, la région de Heilbronn-Franconie au nord, le district de Moyenne-Franconie (Bavière) à l'est, Souabe bavaroise au sud-est et l'arrondissement d'Alb-Danube au sud.
Le Wurtemberg-de-l'Est couvre 2 139 km2 et compte 445 200 habitants. La capitale administrative est Schwäbisch Gmünd.
La région est principalement rurale, contenant la majorité orientale du Jura souabe et des parties des vallées fluviales de la Brenz, de la Jagst, du Kocher et de la Rems.

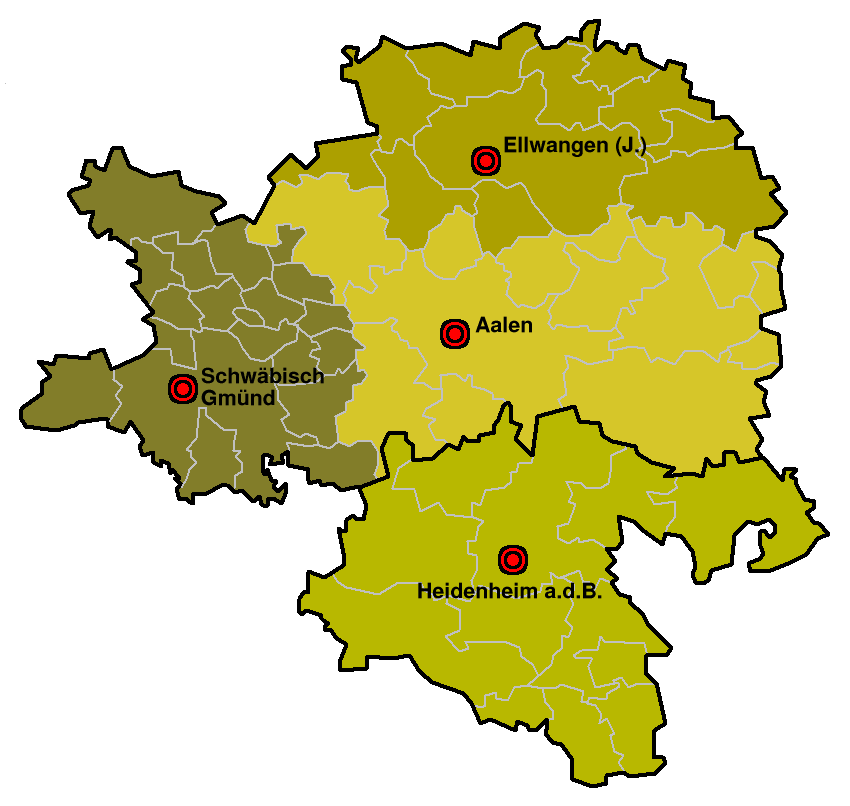
Carte de la région de Wurtemberg-de-l'Est

Les villes principales sont Aalen, Ellwangen, Heidenheim et Schwäbisch Gmünd.